# Grécia nos Jogos Olímpicos de Inverno da Juventude de 2012
A Grécia participará dos Jogos Olímpicos de Inverno da Juventude de 2012, a serem realizados em Innsbruck, na Áustria. Até o momento, o país classificou dois atletas do esqui alpino, uma moça e um rapaz.